# André Goulay
 (août 2023).
André Goulay était un des chefs des « barbouzes » lors de la guerre d'Algérie. Il a mené différentes opérations contre les membres de l'OAS.

## Biographie
Baroudeur cousu de cicatrices et couvert de décorations, il appartient au service d'ordre du R.P.F. sous les ordres de Dominique Ponchardier et fait la Guerre de Corée.
En Algérie, il sert dans les Commandos noirs avec le colonel Barberot, Jean-Baptiste Biaggi et Jean-Jacques Servan-Schreiber[précision nécessaire]. Métropolitain, il s'établit comme teinturier à l'Arba, près d'Alger. Marié et père de deux enfants, il joue la carte gaulliste en 1958, en étant président du comité de salut public de l'Arba.
Il crée avec Pierre Lemarchand et Lucien Bitterlin le Mouvement pour la coopération (M.P.C), chargé, avec l’accord tacite des autorités (délégué général Jean Morin en lien avec le ministre de l'intérieur Roger Frey), de contrer l’O.A.S. après le putsch d’avril 1961 à Alger, en utilisant des pratiques terroristes ("barbouze").
En décembre 1961, manœuvrant sa Mercedes pour sortir de la rue Séverine à Alger avec Bitterlin à bord, il se fait mitrailler par deux trios des Commandos Delta conduits par Jo Rizza et Gaby Anglade. Goulay sérieusement blessé et Bitterlin blessé plus superficiellement sont emmenés en ambulance vers l'hôpital Mustapha. Alertés les barbouzes de la villa Dar Likoulia rattrapent l'ambulance et Bitterlin leur ordonne de les conduire à l'hôpital Maillot de Bal-El-Oued, l'hôpital Mustapha étant un bastion de l'OAS. La famille de Goulay ainsi que les épouses de Bitterlin et de Jean Dubuquoy sont évacuées le soir même par Caravelle vers la métropole. Goulay et Bitterlin sont évacués à Marseille. Charles Pasqua les conduit de l'aéroport de Marignane à l'hôpital de la Timone où il est soigné, protégé par les hommes de Gaston Defferre.